# RIZIN LANDMARK 9
RIZIN LANDMARK 9 in KOBE（ライジン・ランドマーク・ナイン・イン・コウベ）は、日本の総合格闘技団体「RIZIN」の大会の一つ。
2024年3月23日に兵庫県神戸市神戸ワールド記念ホールで開催された。

## 概要
RIZIN LANDMARK 8から1ヶ月後に開催される今大会ではRIZIN TRIGGER 1st以来2年4ヶ月ぶりに神戸ワールド記念ホールで開催された。メインイベントのライト級マッチで現RIZINライト級王者のホベルト・サトシ・ソウザとウェルター級から階級変更した元DEEPウェルター級王者の中村K太郎がノンタイトルで対戦し、ソウザが1RTKO勝ちを収めた。
なお、2023年12月31日の発表では、大会名はRIZIN.46であったが、2024年1月31日にRIZIN LANDMARK 9に変更された。

## 対戦カード

### オープニングファイト
第1試合 キックボクシングルール 56.5kg契約ワンマッチ 3分3R
○  赤平大治 vs.  雄希 ×
3R終了 判定3-0
第2試合 キックボクシングルール 57.5kg契約ワンマッチ 3分3R
○  松山瞬 vs.  櫻井芯 ×
3R 1:55 KO（右ストレート）
第3試合 キックボクシングルール 53.0kg契約ワンマッチ 3分3R
×  野田蒼 vs.  上村雄音 ○
2R 1:35 TKO（レフェリーストップ）

### 本戦
第1試合 MMAルール 57.0kg契約ワンマッチ 5分3R
○  中村優作 vs.  アルマン・アシモフ ×
3R終了 判定3-0
※アシモフが前日計量で規定体重を2.4kgオーバーしたため、中村が勝利した場合のみ公式記録となり、アシモフにレッドカード提示によるペナルティ（50%減点）が与えられた状態から試合が行われた。
第2試合 キックボクシングルール 70.0kg契約ワンマッチ 3分3R
○  憂也 vs.  蛇鬼将矢 ×
2R 2:25 TKO（右フック）
第3試合 キックボクシングルール 74.0kg契約ワンマッチ 3分3R
○  ブアカーオ・バンチャメーク vs.  木村“フィリップ”ミノル ×
2R 1:10 KO（右ストレート）
第4試合 MMAルール 66.0kg契約ワンマッチ 5分3R
○  久保優太 vs.  高橋遼伍 ×
3R終了 判定2-1
第5試合 MMAルール 120.0kg契約ワンマッチ 5分3R
○  貴賢神 vs.  コーディー・ジェラベック ×
1R 2:58 TKO（スタンドパンチ連打）
第6試合 MMAルール 61.0kg契約ワンマッチ 5分3R
○  金太郎 vs.  ダイキ・ライトイヤー ×
3R終了 判定3-0
第7試合 MMAルール 57.0kg契約ワンマッチ 5分3R
○  柴田"MONKEY"有哉  vs.  山本アーセン ×
1R 1:45 膝十字固め
第8試合 MMAルール 49.0kg契約ワンマッチ 5分3R
○  RENA vs.  シン・ユリ ×
3R終了 判定3-0
第9試合 MMAルール 61.0kg契約ワンマッチ 5分3R
○  井上直樹 vs.  佐藤将光 ×
3R終了 判定3-0
第10試合 MMAルール 66.0kg契約ワンマッチ 5分3R
○  武田光司 vs.  萩原京平 ×
3R終了 判定3-0
第11試合 MMAルール 71.0kg契約ワンマッチ 5分3R
○  ホベルト・サトシ・ソウザ vs.  中村K太郎 ×
1R 1:43 TKO（スタンドパンチ連打）

### カード変更
カード変更は以下の通り。
- イゴール・タナベ vs. ストラッサー起一 →タナベが前日計量で規定体重を3.25kg超過したため、試合中止。
- 高木凌 vs. 西谷大成 →西谷のBREAKING DOWN 11でのKO負けおよびダメージ回復によりRIZIN.46にスライド。